# Santa Mónica (Maldonado)
Santa Mónica est une localité balnéaire uruguayenne située dans le département de Maldonado. Elle fait partie de la municipalité de San Carlos.

## Localisation
Elle se situe dans la zone sud-est du département de Maldonado, sur les côtes de l'Océan Atlantique à proximité de la lagune de José Ignacio. Traversée par la route 10, elle est bordée au sud-ouest par la localité de Edén Rock et au nord-est par celle de José Ignacio.

## Population
D'après le recensement de 2011, la localité compte 111 habitants. Mais ce chiffre augmente en été avec la saison touristique.
| Année | Population |
| ----- | ---------- |
| 1996  | 10         |
| 2004  | 62         |
| 2011  | 111        |

,

## Source
- (es) Cet article est partiellement ou en totalité issu de l’article de Wikipédia en espagnol intitulé « Santa Mónica (Maldonado) » (voir la liste des auteurs).